# Quarteirão Jesuíta e Estâncias de Córdoba
O Quarteirão Jesuíta e Estâncias de Córdoba (Espanhol:Manzana Jesuítica y Estancias de Córdoba) é um conjunto de sítios construídos por missionários jesuítas em Córdoba, na Argentina. O conjunto foi nomeado Património Mundial da UNESCO em 2000.
O Quarteirão Jesuíta contem a Universidade de Córdoba, uma das mais velhas da América do Sul, a escola secundária de Monserrate, uma igreja, e edifícios para habitação. Para manter tal projecto, os jesuítas construíram 6 estâncias a volta da província de Córdoba, chamadas Caroya, Jesús Maria, Santa Catalina, Alta Gracia, Candelaria e San Ignacio.